# Strade comunali in Italia
Le strade comunali in Italia si sviluppano all'interno del territorio di un determinato comune. Esse possono essere strade di proprietà del comune (interno dei centri abitati) oppure strade gestite dal comune (fuori dai centri abitati).

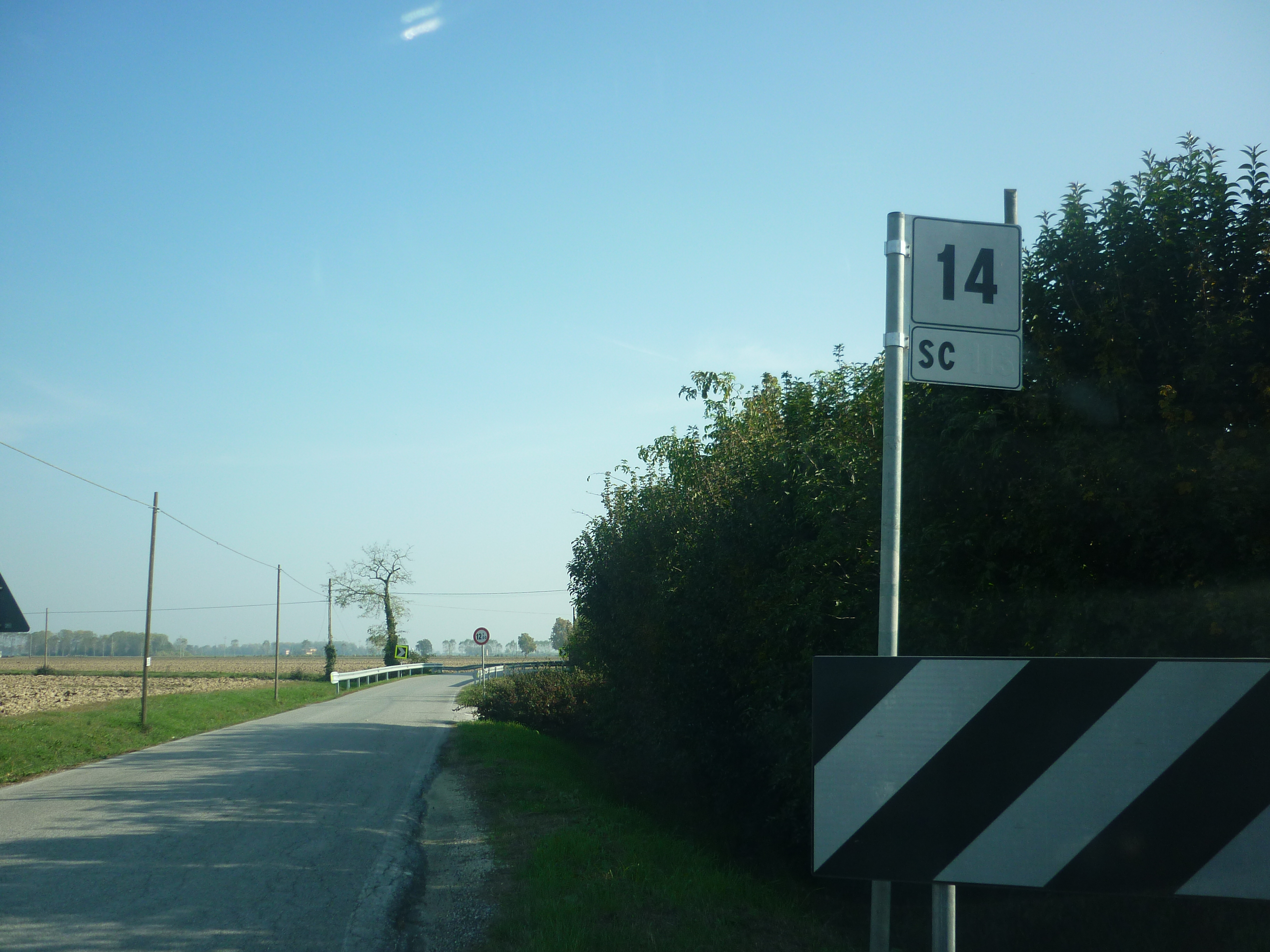
Strada comunale extraurbana in Veneto

Assunto che le strade urbane all'interno dei centri abitati sono tutte di proprietà del comune (eccettuati i tratti interni di strade statali, regionali o provinciali che attraversano centri abitati con popolazione non superiore a diecimila abitanti), rimane inteso che le strade extraurbane fuori dai centri abitati sono da ritenersi comunali quando: 
- congiungono il capoluogo del comune con le sue frazioni o congiungono le frazioni tra loro;
- congiungono il capoluogo del comune con la stazione ferroviaria, tranviaria o automobilistica, con un aeroporto o porto marittimo, lacuale o fluviale, con interporti o nodi di scambio intermodale o con le località che sono sede di essenziali servizi interessanti la collettività comunale;
- appartengono ai beni demaniali (vedasi a riscontro Archivio di Stato dei beni demaniali) oppure se acquisite con atto di esproprio di un suolo privato (vedasi Delibera Consiglio Comunale).

Gli elementi utili a far presupporre che una strada sia di proprietà comunale sono: la sua ubicazione all'interno dei centri abitati, la sua denominazione nella toponomastica e di conseguenza nelle mappe catastali, la sua numerazione civica, presenza di illuminazione e raccolta delle acque, essere costantemente manutenzionata da parte dell'ente comunale.

## Classificazione
Strada comunale è una classificazione amministrativa delle strade. Di conseguenza le strade comunali possono essere classificate a loro volta in base ai parametri tecnici-costruttivi.
- Classificazione amministrativa delle strade italiane:
  - Strada statale
  - Strada regionale
  - Strada provinciale
  - Strada comunale

- Classificazione tecnico-costruttiva delle strade italiane:
  - Autostrada (cat. A)
  - Strada extraurbana principale (cat. B)
  - Strada extraurbana secondaria (cat. C)
  - Strada urbana (cat. D e E)
  - Strada locale (cat. F)

## Riferimenti normativi
- Allegato F, titolo II della legge 20 marzo 1865, n. 2248